# Popovo (Podujevo)
Pour les articles homonymes, voir Popovo.
Popovë en albanais et Popovo en serbe latin (en serbe cyrillique : Попово) est une localité du Kosovo située dans la commune/municipalité de Podujevë/Podujevo, district de Pristina (Kosovo) ou district de Kosovo (Serbie). Selon le recensement kosovar de 2011, elle compte 181 habitants, tous albanais.

## Démographie

### Évolution historique de la population dans la localité
| 1948 | 1953 | 1961 | 1971 | 1981 | 1991 | 2011 |
| ---- | ---- | ---- | ---- | ---- | ---- | ---- |
| 545  | 569  | 650  | 655  | 485  | 432  | 181  |

|  |